# ...vivi!
...vivi! è l'EP d'esordio per l'hardcore punk band milanese Crash Box, pubblicato nel 1984.

## Tracce
1. ...vivi!
2. La trappola
3. Troppi rimpianti
4. Sangue
5. Se devo vivere
6. Morire così